# شورش بارکوخبا
شورش بارکوخبا (عبری:מרד בר כוכבא) شورش یهودیان در استان یهودا به رهبری شمعون بار کوخبا علیه امپراتوری روم بود. این درگیری در بین سال‌های ۱۳۲ تا ۱۳۶ میلادی اتفاق افتاد و آخرین جنگ از سه جنگ بزرگ یهودیان-رومیان بود. از این رو نام دیگر این درگیری جنگ سوم یهودی-رومی است.
درگیری به دلیل مسائل سیاسی و مذهبی رخ داد. شمعون بارکوخبا که توسط یهودیان به عنوان مسیحا شناخته می‌شد رهبر شورشیان بود که بتواند اسراییل را بازسازی کند. نخستین بخش‌های شورش باعث خودمختاری استان یهودا به مدت دو سال شد ولیکن ارتش روم موفق شد که تمامی شورشیان را به سختی شکست دهد. نتیجه شورش باعث اخراج یهودیان از استان یهودا شد. این اخراج در حجمی بیشتر از اخراج بعد از شورش سال ۷۰ میلادی بود. رومیان ورود یهودیان را به اورشلیم به غیر از روز تیشا بآو ممنوع کردند. یهودیان به شدت شکست سختی خوردند و شهرهایشان نابود شد، نیم میلیون از آنها کشته شدند و بازماندگانشان به عنوان برده فروخته شدند. با اینکه یهودیان مسیحی شده که عیسی را به عنوان مسیح قبول کرده بودند در شورش نقشی نداشتند و از بارکوخبا پشتیبانی نمی‌کردند آنها نیز به همراه بقیه یهودیان از ورود به اورشلیم منع شدند. نتیجه این جنگ جدا شدن مسیحیت را از یهودیت تسریع کرد.

## پیشینه
بعد از شورش سال ۷۰ میلادی رومیان تدابیر خاصی برای کنترل استان شورشی یهودا در نظر گرفتند. آنها سران ارتش خود و یک یگان ویژه را در این استان مستقر کردند. تنش بین یهودیان و رومیان در بین سالهای ۷۰ میلادی تا سال ۱۳۲ شدت یافت. تاریخدانان دلایل مختلفی برای شروع شورش بارکوخبا ذکر کرده‌اند. یک دلیل رایج سرزدن امپراتور رومی هادریان به خرابه معبد دوم اورشلیم بود. او اعلام کرد که با یهودیان همدردی می‌کند و قصد دارد که معبد آنها را بازسازی کند. یهودیان ابتدا از همدردی او خوشحال شدند ولیکن امید آنها بعد از فهمیدن اینکه او قصد دارد معبدی برای ژوپیتر بسازد تبدیل به خشم شد. تنش بین هادریان و یهودیان بعد از اینکه او ختنه کردن را منع کرد شدت بیشتری یافت. ولیکن بعضی محققان اعتقاد دارند این ممنوعیت اتفاق نیفتاده است.

## مقدمه
ربی آکیوا به پیروان خود گفت که شمعون بارکوخبا ممکن است مسیح موعود یهودیان باشد. لقب بارکوخبا به معنی فرزند ستاره است که به پیش‌بینی ستاره در اعداد ۲۴:۱۷ اشاره دارد که می‌گوید :یک ستاره از نسل یعقوب خواهد آمد. شمعون بارکوخبا شروع به رهبری اسراییل کرد و در مدت دو سال و نیم رهبری قوم اسراییل را در دست داشت. او اعلام کرد که زمان رستگاری اسراییل فرا رسیده‌است و اعلام به ضرب پول کرد.

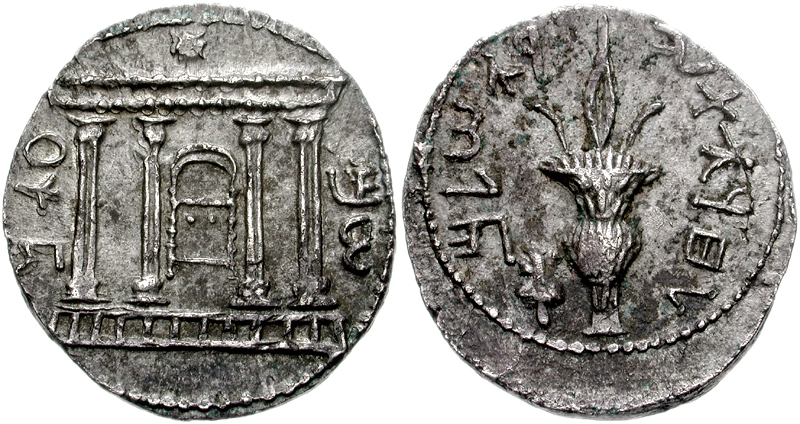
سکه ضرب شده توسط بارکوخبا، معبد اورشلیم به همراه یک ستاره نقش شده‌است، نوشته می‌گوید برای آزادی اورشلیم.

## واکنش رومیان
رومیان از موفقیت اولیه شورش بسیار شگفت‌زده شدند. آنها سرداران خود را از انگلستان و فرانسه به سرزمین اسرائیل فراخواندند. در نتیجه ابعاد ارتش روم در برابر شورشیان بسیار بزرگ بود. درگیری سه سال طول کشید تا سرانجام شورش بارکوخبا به سختی در سال ۱۳۵ میلادی متلاشی شد. ولیکن رومیان نیز در جنگ آسیب زیادی دیدند. بارکوخبا و پیروانش به شهر بتار عقب‌نشینی کردند. بعد از فروپاشی شهر بر اساس نوشته کاسیوس دیو، ۵۸۰۰۰۰ یهودی در جنگ کشته شدند. در تلمود اورشلیمی نوشته شده‌است که کشته‌های یهودیان بی‌شمار بودند و آن‌قدر خون بر زمین ریخته شده بود که اسب‌ها تا بینی خود در خون بودند. بر اساس نوشته میدراش، علاوه بر بارکوخبا، رومیان هشت عضو سنهدرین را نیز اعدام کردند. فهرست ده شهید یهودیان دارای اسامی این هشت نفر به همراه دو ربی قدیمی‌تر است: ربی آکیبا، حنانیا بن ترادیون، ربی حوسپیت، ربی الیزر بن شموا، ربی حنینا بن حکینای، ربی جشباب، ربی یهودا بن داما و ربی یهودا بن بابا. در نوشته‌های ربی‌ها شکنجه شدید آنها پیش از مرگ نیز ذکر شده‌است: ربی آکیوا پوستش زنده‌زنده کنده شد، ربی اشماعیل پوست سرش را آرام‌آرام کندند، ربی حنانیا زنده‌زنده سوزانده شد در حالی که طومارهای تورات خیس شده بود و دور تنش پیچیده شده بود تا مرگش را طولانی‌تر کند.

## نتیجه جنگ

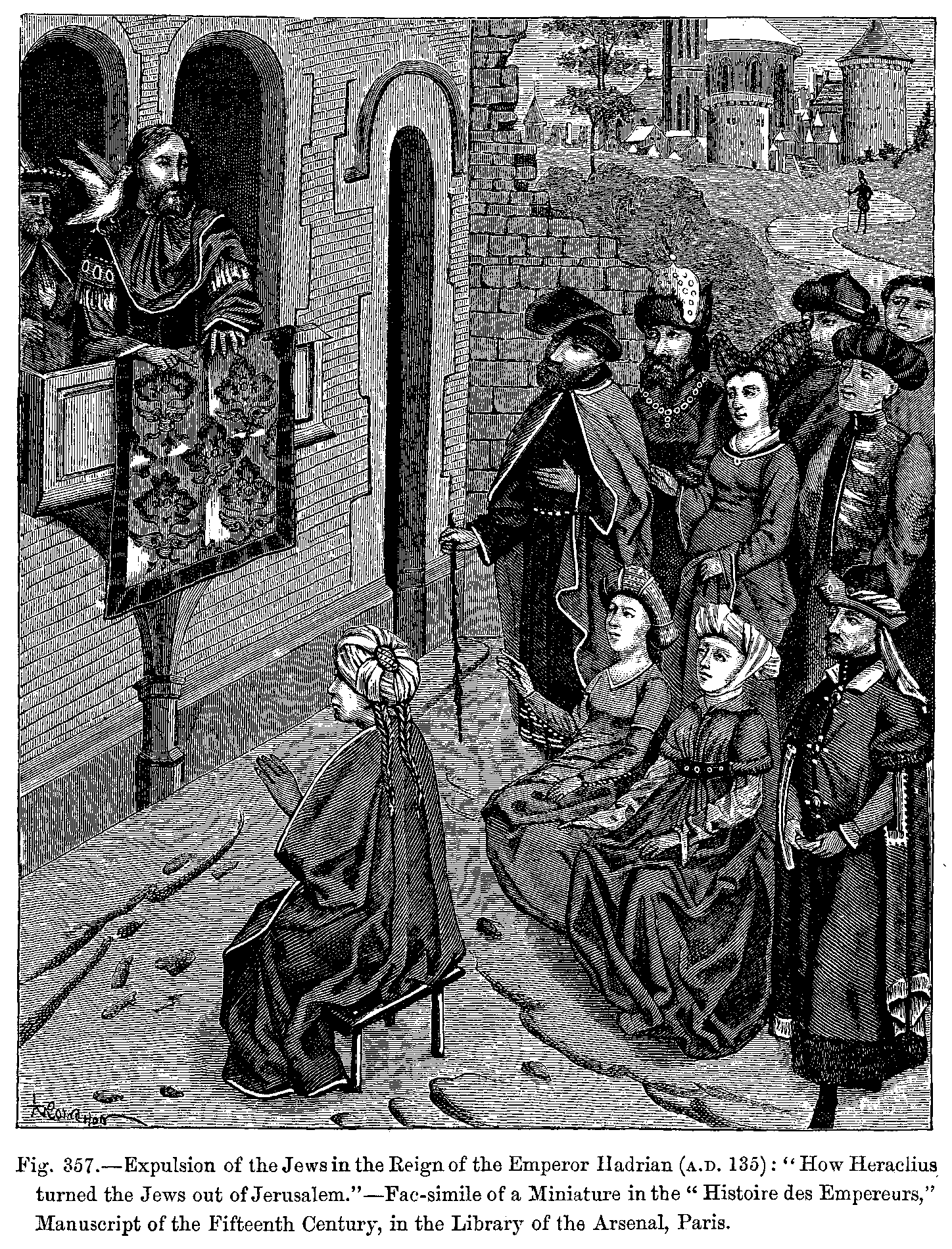
اخراج یهودیان از اورشلیم توسط هادریان، نقاشی قرن پانزدهم.

هادریان تصمیم گرفت یهودیت را به‌طور کلی نابود کند زیرا آن را دلیل شورش می‌دانست. او تورات و تقویم یهودی را منع کرد و دانشمندان یهودی را اعدام کرد. طومارهای تورات در مراسمی در محل معبد سوزانده شدند. در محل معبد دوم اورشلیم رومیان مجسمه ژوپیتر و هادریان را نصب کردند. او در تلاش بر حذف کامل یهودیت نام استان یهودا را از نقشه حذف کرد و آن را با سوریه-فلسطین جایگزین کرد. یهودیان از ورود به اورشلیم منع شدند و تنها اجازه داشتند یکروز در سال در روز تیشا بآو به اورشلیم وارد شوند.

## نتایج بلند مدت
بعد از نابودی شورش مرکز مذهبی یهود به بابل منتقل شد و از این رو تلمود بابلی بر تلمود اورشلیمی غلبه کرد. کنستانتین اول به یهودیان اجازه می‌داد که سالی یکبار در روز تیشا بآو به اورشلیم وارد شده و برای شکست خود عزاداری کنند. در سال ۳۵۱ میلادی یهودیان بار دیگر شورش کردند که به سختی شکست خوردند. یهودیان بعدها در سال ۶۱۴ میلادی به پارسیان ملحق شدند که باعث شد مدت کوتاهی در اورشلیم خودمختاری به دست آورند. ولیکن این پیروزی کوتاه مدت بود و رومیان دوباره آنها را شکست دادند. این مسائل ادامه داشت تا سرانجام عمر بن خطاب در سال ۶۳۷ میلادی رومیان را شکست داد. عمر به کمک کعب الاحبار محل معبد دوم اورشلیم را پاکسازی کرد و ساختمان قبه الصخره و مسجد الاقصی را در آنجا ساخت. یهودیان مسلمان شده اجازه یافتند بار دیگر در محل معبد دوم اورشلیم به عبادت مشغول شوند.